# Parabéns da Xuxa
Parabéns da Xuxa é uma canção gravada pela cantora e apresentadora de televisão Xuxa Meneghel, foi composta por Michael Sullivan e Paulo Massadas e lançada no álbum Karaokê da Xuxa pela Globo Discos. Foi mais tarde relançada no CD Xou da Xuxa e Xuxa 20 Anos.

## Legado
“Parabéns da Xuxa” é a segunda música mais tocada em festas de aniversário, de acordo com o Ecad (Escritório Central de Arrecadação e Distribuição) - que controla a arrecadação e distribuição de direitos autorais. A versão de parabéns da apresentadora é a única canção infantil que aparece no top 15 desde 2010.

### Outras versões
O "Parabéns da Xuxa" também ficou popular em Portugal nas vozes do palhaço "Batatinha" e seu amigo "Companhia", apresentadores do programa infantil "Batatoon" entre os anos de 1998 e 2002. Esta versão é apenas conhecida como "Parabéns (Hoje é o teu dia)" e até hoje ainda se toca nos restaurantes nas festas de aniversário.